# Anomala fulvia
Anomala fulvia är en skalbaggsart som beskrevs av Ohaus 1919. Anomala fulvia ingår i släktet Anomala och familjen Rutelidae. Inga underarter finns listade i Catalogue of Life.